# Aligia curtipennis
Aligia curtipennis är en insektsart som beskrevs av Hepner 1939. Aligia curtipennis ingår i släktet Aligia och familjen dvärgstritar. Inga underarter finns listade i Catalogue of Life.